# 特殊部隊UAG
『特殊部隊UAG』（un attached grenadier）は、セタが開発し、タイトーから1987年にリリースされたアーケードゲーム。ジャンルは武装したバイクを操作する縦スクロールシューティングゲームである。海外名はTHUNDERCADE。
海外ではサミーがNESに移植しており、日本国内では2023年12月21日発売のイーグレットツー ミニ アーケードメモリーズ VOL.2に収録する形でアーケード版が移植。

## 概要
自機のバイクを8方向ジョイスティックで操作。2ボタン（機関砲、
ボム）で敵を倒す。
ボムは上空の援護機からの空爆による後方から前方への直進爆撃。爆撃ライン上の敵にダメージ。2回連続で使うと爆撃方向がジグザグに変化し、より強力な攻撃を行うことができる。
バイクならではの特徴として、
１：兵士を轢き殺すことができる
２：攻撃の補助となるサイドカーを左右１個、計2個装備することができる（敵弾に対して１発は被弾してもサイドカーの破壊により防いでくれる）
３：地形の干渉をうける（高低差、進行不可エリアをジャンプで移動、飛び越しする。この間はミス扱いにはならない）
ミスになる条件は、兵士以外の敵キャラクターへの接触と敵キャラクターの攻撃による被弾がバイク自体に入るとミス。
残機が0の時にミスをするとゲームオーバー。設定によりコンティニューによる継続プレイ可能。
全4ステージで周回無し。二人同時プレイ可能。
後述するステージの特徴から、最終ステージより序盤のほうが難しいとする見方もあるが、当時としては比較的簡易なゲームに類すると言えた。後年、連射装置の実装などによりさらに難易度は低くなる。

## ステージ構成
全4ステージ。
- 市街地

市街地や港湾基地を進む。侵入不可能な地形、高所からの攻撃、ヘリ編隊による攻撃など、このゲームの要素が集約されており、序盤にしては難易度が高い。ボスは巨大戦車。
- 砂漠

砂漠ステージ。ボスはティルトローター機。
- ジャングル

ジャングルステージ。固有のボスは存在せず、ヘリ編隊ラッシュの後最終ステージに突入する。
- 敵基地

最終破壊目標の原子力発電所があるステージ。ゲーム中唯一ヘリ編隊が出現しないステージであり、そのため比較的簡単なステージとなっている。

## アイテム
- サイドカー

自機の左右に1台ずつ装着可能。被弾すると破壊される。
チェーン砲、カノン砲、ガンランチャーの3種類があり、それぞれに攻撃方向が前方か横方向か、砲の数が一門か二門か、の違いがあり、計12種類となる。同種を取ることで4段階までパワーアップする。
オレンジ色のサイドカーは射程が無限になる。
- ボム

ボムのストックが1個増える。
- 1UP

プレイヤー残数が1機増える。
- 7UP

スコアの777700点目がボムによる敵の破壊であった場合に出現。プレイヤー残数が7機増える。目標点数の直前にボムで敵をまとめて破壊し、777700点を超えるようにすれば容易に条件を満たせる。
- レーザー

隠しアイテム。1・3面ボスをサイドカーなし・ボム未使用(残機は失ってもok）で撃破するとオレンジ色の宝石様の物体が出現する（出現条件が「道中でサイドカー・ボムを全く使用せずステージクリア」ではないことに注意）。
これを取ることにより障害物を貫通する高威力のレーザーを発射できるようになるが、ミスをするとなくなってしまう。効果はサイドカーの攻撃にも適用される。

## 移植版
| No. | タイトル                                        | 発売日         | 対応機種                      | 開発元             | 発売元         | メディア | 型式   | 備考                                                               |
| --- | ----------------------------------------------- | -------------- | ----------------------------- | ------------------ | -------------- | -------- | ------ | ------------------------------------------------------------------ |
| 1   | THUNDERCADE                                     | 1989年7月      | Nintendo Entertainment System | マイクロニクス     | American Sammy | Game Pak | NES-UD |                                                                    |
| 2   | イーグレットツー ミニ アーケードメモリーズVol.2 | 2023年12月21日 | イーグレットツー ミニ         | 瑞起 ※本体の開発元 | タイトー       | SDカード | -      | アーケード版の移植 追加SDカードに入っている10作品の1つとして収録。 |